# Grenze zwischen Kasachstan und Russland

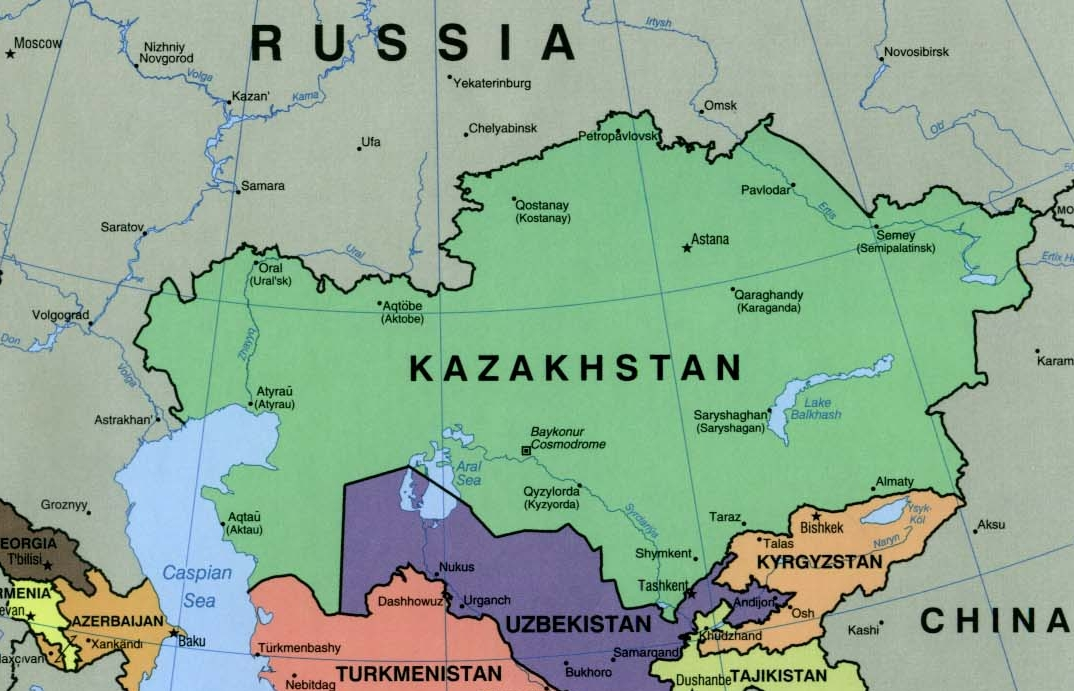
Kasachstan und Russland

Die Grenze zwischen Kasachstan und Russland ist die 7644 Kilometer lange internationale Grenze zwischen Kasachstan und der Russischen Föderation. 
Sie ist die längste durchgehende internationale Grenze der Welt und nach der Grenze zwischen Kanada und den Vereinigten Staaten die zweitlängste. 

## Beschreibung
Die Grenze beginnt im Westen am Kaspischen Meer und geht bis zum Dreiländereck zu China. Die Grenze durchquert im Westen und im Norden die eurasische Steppe. Im äußersten Osten verläuft die Grenze durch das Altai-Gebirge.
Sie verläuft an derselben Stelle wie die ehemalige administrativ-territoriale Grenze zwischen der Kasachischen Sozialistischen Sowjetrepublik und der Russischen Sozialistischen Föderativen Sowjetrepublik.